# بيتينا (ايطاليا)
بيتينا ( كامبانيان : Appetine ) هي بلدة ومدينة في مقاطعة ساليرنو في منطقة كامبانيا جنوب غرب إيطاليا .

## جغرافيأً
تقع المدينة على سلسلة جبال ألبورني ، بالقرب من منطقة بازيليكاتا وتحدها بلديات اوليتا و كورليتو مونفورتي وأوتاتي وسانت أنجيلو أ فاسانيلا وسيسينيانو ديجلي ألبورني .
يخدمها الطريق السريع A2 (مخرج "بيتينا") وتحسب محطة سكة حديد على خط سيسينيانو-لاغونيغرو وهو خط سكة حديد تم إغلاقه في عام 1987 بسبب أعمال التحديث.